# A Woman Scorned (pel·lícula de 1911)
A Woman Scorned és una pel·lícula muda de la Biograph dirigida per D. W. Griffith i protagonitzada per Wilfred Lucas i Claire McDowell. La pel·lícula, que bàsicament és un remake de “The Lonely Villa”, es va estrenar 30 de novembre de 1911. No es coneix la seva localització tot i que es conserva almenys un tall.

## Argument
Uns lladres segueixen un metge quan porta una gran suma de diners a casa seva perquè no ha arribat a temps al banc. El truquen simulant que un d'ells està molt malalt i quan hi arriba el lliguen de mans i peus i el deixen estirat en un llit. Aleshores assalten la casa deixant la dona i la seva filla atrapades. Un dels lladres ha deixat la seva xicota per una altra i aquesta apareix en aquell moment i troba el metge lligat. L'allibera i l'ajuda a salvar la seva família.

## Repartiment
- Wilfred Lucas (el metge)
- Claire McDowell (l'esposa del metge)
- Alfred Paget (acompanyant del lladre)
- Adolph Lestina
- Blanche Sweet
- Charles Hill Mailes (policia)
- Frank Evans (policia)
- Vivian Prescott